# Polska pomoc dla Węgier w 1956
Polska pomoc dla Węgier w 1956 – pomoc udzielona przez obywateli polskich ofiarom powstania węgierskiego w 1956.

## Geneza i skala
Powstanie węgierskie w 1956, krwawo stłumione przez wojska sowieckie i węgierski element komunistyczny, było z entuzjazmem śledzone w Polsce, doświadczonej upadkiem powstania w Poznaniu i przemianami październikowymi w całym kraju. Polacy walnie przyczynili się do szeroko zakrojonej akcji pomocowej dla Węgier, przodując w skali światowej w tym zakresie. Polska pomoc wyceniona została na około 2 miliony dolarów i była największa ze wszystkich państw, w tym wyprzedziła pomoc amerykańską. 

## Listy i apele
Początkowo przedstawiciele polskich organizacji wysyłali depesze i listy poparcia dla walczących Węgrów, np. warszawscy studenci wystosowali w pierwszych dniach powstania List do Narodu Węgierskiego. 

## Pomoc materialna

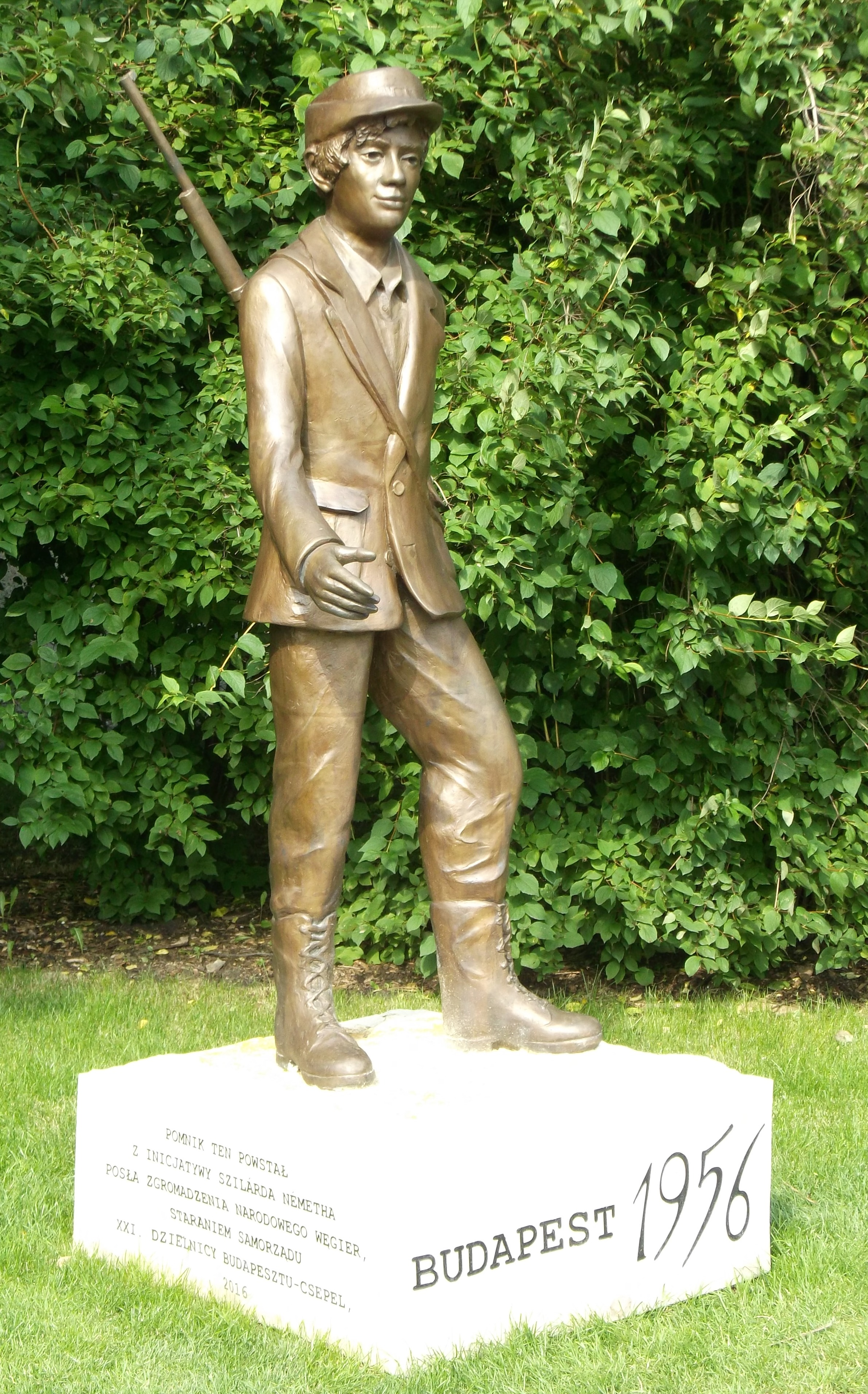
Pomnik Chłopca Węgierskiego w Szczecinie

27 października 1956 prasa nagłośniła radiowe wezwanie Węgierskiego Czerwonego Krzyża o dostarczanie krwi dla powstańców. Do 12 listopada zgłosiło się 11 196 honorowych dawców, a liczba chętnych przekraczała możliwości punktów poboru, dlatego konieczne było uruchamianie dodatkowych. 25 października (jeszcze przed apelem) wysłano samolotem pierwszą partię – 700 kg osocza krwi. Do 15 listopada wyleciało z Warszawy do Budapesztu 15 samolotów z ładunkiem: 795 litrów krwi, 415 litrów suchego osocza, 16,5 tony środków krwiozastępczych, surowic, leków i opatrunków, 4 ton szkła do okien i 3 ton żywności. Łącznie były to 44 tony pomocy. 
Pierwszy transport drogowy PCK wyjechał z Warszawy przez Czechosłowację 7 listopada. Były to trzy samochody ciężarowe załadowane lekami, opatrunkami i mlekiem w proszku – łącznie 12 ton. 10 listopada pojechał kolejny konwój, a potem następne – z żywnością, lekami i materiałami budowlanymi. Od 7 do 14 listopada dostarczono samochodami 14 ton leków i opatrunków, 4 tony mleka w proszku, 77,5 tony mąki, 2 tony bekonu, 500 kg musu jabłkowego, 500 kg cukru, 700 kg szkła okiennego, kitu i drutu. Potem dostarczono jeszcze 25 zestawów szpitalnych o wartości 5 milionów złotych, 300 ton żywności, 2000 koców wełnianych i inne niezbędne artykuły. 
Jednocześnie niemal codziennie PCK wysyłał na Węgry transporty drogą kolejową. Do 30 listopada przekazano w tej formie 312 ton towaru, w tym 139 ton mąki, 100 ton innej żywności, 28 ton cementu oraz 9 ton szkła.
Ofiarnie przebiegała też zbiórka pieniędzy. Do 14 listopada zebrano na koncie bankowym PCK ponad 18 milionów złotych, a do końca grudnia było tam już ponad 28 milionów. Na ulicach niektórych miast pojawiały się puszki do zbiórki pieniędzy na Węgrów. Zbierano też paczki w instytucjach i szkołach.

## Komitety
W całej Polsce zawiązywały się samorzutne komitety pomocowe, np. Społeczny Komitet Obywatelski Związków Twórczych (Bydgoszcz), Studencki Komitet Pomocy Węgrom (Kraków), Towarzystwo Przyjaciół Węgrów (Tarnów), Komitet Pomocy Węgrom (Lublin), czy Komitet Niesienia Pomocy Węgrom (Człuchów). Poza oficjalnym nurtem koordynowanym przez PCK udało się wysłać tylko jeden konwój – zorganizowany przez Studencki Komitet Pomocy Węgrom z Krakowa. Inne tego rodzaju inicjatywy były uniemożliwiane.
Akcję pomocy firmowały swoimi nazwiskami takie osoby jak Natalia Morozowicz, Mieczysław Wielicz, czy Wiesław Rogowski.

## Wypoczynek dzieci

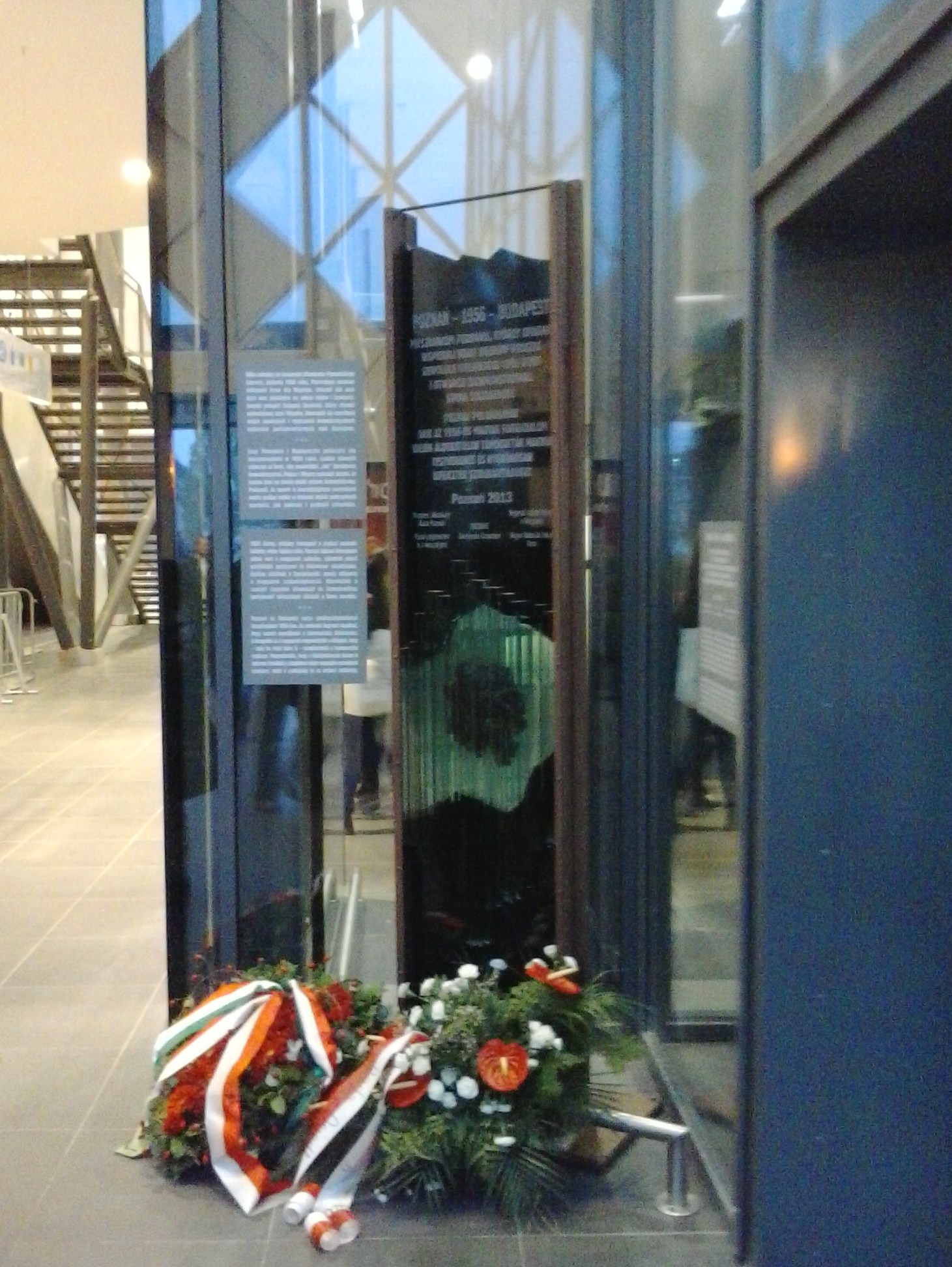
Pomnik w Poznaniu

Na wypoczynek w Polsce przyjmowano węgierskie dzieci. Np. na zaproszenie Związku Zawodowego Pracowników Łączności dzieci te wypoczywały w polskich górach (m.in. Krynica – dom wypoczynkowy „Hajduczek”, Toporowa Cyrhla, Marcinkowice). Dla dzieci pozostałych na Węgrzech wysyłano paczki noworoczne.

## Upamiętnienie
Polską pomoc dla walczących Węgier upamiętnia pomnik pomocy Węgrom w Poznaniu z 2013. Napis na nim głosi: „Mieszkańcom Poznania, którzy ofiarnie wspierali braci Węgrów podczas rewolucji węgierskiej 1956 roku i otwarcie zademonstrowali swoją solidarność”. Pierwsze dwa samoloty z poznańską pomocą odleciały z Ławicy 29 października. Łącznie, drogą powietrzną oraz lądową mieszkańcy Poznania wysłali do Budapesztu 100 kg lekarstw i środków opatrunkowych, 20 ton żywności, 86 elementów wyposażenia szpitalnego oraz wpłacili na konta PCK ponad milion ówczesnych złotych. Ofiarowali również krew.
Odsłonięty w 2016 roku pomnik Chłopca Węgierskiego w Szczecinie jest pomnikiem bliźniaczym drugiego znajdującego się w Csepel - XXI dzielnicy Budapesztu na wyspie Czepel. Obie rzeźby to pamiątki pomocy udzielonej przez mieszkańców Szczecina mieszkańcom dzielnicy Csepel jesienią 1956 roku. Ich autorem jest Richárd Juha.

## Poezja
Polsko-węgierskim związkom z 1956 poświęcone są wiersze:
- Qui tacent clamant autorstwa Adama Ważyka (1956),
- Węgrom autorstwa Zbigniewa Herberta (1957)[6].